# A PFG 2011-12
La temporada 2011-12 de la A PFG fue la 87va. temporada de la A Profesionalna Futbolna Grupa. La temporada comenzó el 6 de agosto de 2011 y terminó el 23 de mayo de 2012. El campeón del torneo fue el club Ludogorets Razgrad ascendido la temporada pasada y debutante en esta competencia, logró además hacerse con el doblete al vencer en la final de la Copa de Bulgaria al Lokomotiv Plovdiv.

## Ascensos y descensos
| Pos. | Descendidos de A PFG 2010-11 |
| ---- | ---------------------------- |
| 13.º | Pirin                        |
| 15.º | Akademik Sofia               |
| 16.º | Sliven 2000                  |

| Pos. | Ascendidos de B PFG 2010-11 |
| ---- | --------------------------- |
| 1.º  | Ludogorets Razgrad (Este)   |
| 1.°  | Botev Vratsa (Sur)          |
| Pro. | Svetkavitsa                 |

## Sistema de competición
Los dieciséis equipos participantes jugaron entre sí todos contra todos dos veces totalizando 30 partidos cada uno, al término de la jornada 30 el primer clasificado obtuvo un cupo para la segunda ronda de la Liga de Campeones 2012-13, el segundo y tercer clasificado obtuvieron un cupo para la segunda ronda de la Liga Europa 2012-13; por otro lado los tres últimos clasificados descendieron a la Segunda Liga de Bulgaria 2012-13.
Un tercer cupo para la segunda ronda de la Liga Europa 2012-13 fue asignado al campeón de la Copa de Bulgaria.

## Equipos participantes
| Equipo             | Ciudad       | Estadio              | Capacidad |
| ------------------ | ------------ | -------------------- | --------- |
| Beroe              | Stara Zagora | Estadio Beroe        | 17.800    |
| Botev Vratsa       | Vratsa       | Estadio Hristo Botev | 32.000    |
| Cherno More        | Varna        | Estadio Ticha        | 8.250     |
| Chernomorets       | Burgas       | Estadio Lazur        | 18.037    |
| CSKA Sofia         | Sofia        | Balgarska Armiya     | 22.015    |
| Kaliakra Kavarna   | Kavarna      | Estadio Kavarna      | 5.000     |
| Levski Sofia       | Sofia        | Georgi Asparuhov     | 29.200    |
| Litex              | Lovech       | Estadio Lovech       | 7.050     |
| Lokomotiv Plovdiv  | Plovdiv      | Lokomotiv (Plovdiv)  | 13.800    |
| Lokomotiv Sofia    | Sofia        | Lokomotiv (Sofia)    | 22.000    |
| Ludogorets Razgrad | Razgrad      | Ludogorets Arena     | 6.000     |
| Minyor Pernik      | Pernik       | Minyor               | 8.000     |
| Montana            | Montana      | Ogosta               | 8.000     |
| Slavia Sofia       | Sofia        | Ovcha Kupel          | 18.000    |
| Svetkavitsa        | Targovishte  | Dimitar Burkov       | 8.000     |
| Vidima-Rakovski    | Sevlievo     | Stadion Rakovski     | 8.816     |

## Tabla de posiciones
| Pos. | Equipo                 | Pts. | PJ | G  | E  | P  | GF | GC | Dif. | Clasificación y descenso 2012–13      |
| ---- | ---------------------- | ---- | -- | -- | -- | -- | -- | -- | ---- | ------------------------------------- |
| 1    | Ludogorets Razgrad (C) | 70   | 30 | 22 | 4  | 4  | 73 | 16 | +57  | Segunda ronda de la Liga de Campeones |
| 2    | CSKA Sofia             | 69   | 30 | 22 | 3  | 5  | 60 | 19 | +41  | Segunda ronda de la Liga Europa       |
| 3    | Levski Sofia           | 62   | 30 | 20 | 2  | 8  | 61 | 28 | +33  | Segunda ronda de la Liga Europa       |
| 4    | Chernomorets           | 60   | 30 | 17 | 9  | 4  | 57 | 23 | +34  |                                       |
| 5    | Litex                  | 59   | 30 | 17 | 8  | 5  | 57 | 28 | +29  |                                       |
| 6    | Lokomotiv Plovdiv      | 57   | 30 | 17 | 6  | 7  | 44 | 39 | +5   | Segunda ronda de la Liga Europa       |
| 7    | Cherno More            | 52   | 30 | 16 | 4  | 10 | 46 | 25 | +21  |                                       |
| 8    | Slavia Sofia           | 51   | 30 | 15 | 6  | 9  | 42 | 36 | +6   |                                       |
| 9    | Minyor Pernik          | 36   | 30 | 8  | 12 | 10 | 35 | 40 | −5   |                                       |
| 10   | Beroe                  | 35   | 30 | 9  | 8  | 13 | 30 | 37 | −7   |                                       |
| 11   | Montana                | 31   | 30 | 8  | 7  | 15 | 29 | 51 | −22  |                                       |
| 12   | Botev Vratsa           | 29   | 30 | 7  | 8  | 15 | 30 | 44 | −14  |                                       |
| 13   | Lokomotiv Sofia        | 24   | 30 | 5  | 9  | 16 | 26 | 50 | −24  |                                       |
| 14   | Vidima-Rakovski        | 15   | 30 | 3  | 6  | 21 | 19 | 59 | −40  | Descenso a B PFG 2012-13              |
| 15   | Kaliakra Kavarna       | 11   | 30 | 2  | 5  | 23 | 26 | 77 | −51  | Descenso a B PFG 2012-13              |
| 16   | Svetkavitsa            | 8    | 30 | 1  | 5  | 24 | 8  | 71 | −63  | Descenso a B PFG 2012-13              |

Actualizado a los partidos jugados el 23 de mayo de 2012.
 Fuente: Soccerway
Notas:
1. ↑  Tras ganar la Copa de Bulgaria 2011-12, el Ludogorets Razgrad obtuvo un cupo para la Segunda ronda de la Liga Europa 2012-13, pero al encontrarse clasificado a la Liga de Campeones, el cupo paso al subcampeón de la copa, el Lokomotiv Plovdiv.

## Resultados
| Local \ Visitante  | BER | BOT | CMO | CHE | CSK | KAL | LEV | LIT | LPL | LSO | LUD | MIN | MON | SLA | SVE | VID |
| ------------------ | --- | --- | --- | --- | --- | --- | --- | --- | --- | --- | --- | --- | --- | --- | --- | --- |
| Beroe              | —   | 1–2 | 2–0 | 1–2 | 0–1 | 3–1 | 1–2 | 1–1 | 1–1 | 1–0 | 1–2 | 0–0 | 2–0 | 1–0 | 2–0 | 1–0 |
| Botev Vratsa       | 1–1 | —   | 0–1 | 0–0 | 2–2 | 6–2 | 0–2 | 1–3 | 1–1 | 2–0 | 0–1 | 0–0 | 2–4 | 0–1 | 1–0 | 2–2 |
| Cherno More        | 2–0 | 1–0 | —   | 0–2 | 0–0 | 7–1 | 3–1 | 0–1 | 1–2 | 3–0 | 0–1 | 2–0 | 2–0 | 2–0 | 1–0 | 2–1 |
| Chernomorets       | 2–2 | 3–1 | 3–2 | —   | 2–0 | 1–0 | 2–0 | 1–1 | 2–0 | 1–1 | 0–0 | 1–0 | 2–0 | 2–3 | 6–0 | 4–0 |
| CSKA Sofia         | 1–0 | 2–0 | 4–1 | 1–0 | —   | 3–1 | 1–0 | 4–1 | 3–0 | 4–0 | 2–2 | 3–1 | 2–0 | 1–2 | 3–0 | 4–1 |
| Kaliakra Kavarna   | 3–1 | 0–0 | 0–5 | 0–4 | 1–2 | —   | 1–4 | 0–2 | 1–2 | 0–0 | 0–4 | 2–2 | 2–3 | 1–2 | 1–1 | 3–2 |
| Levski Sofia       | 2–0 | 3–0 | 2–1 | 2–2 | 1–0 | 3–2 | —   | 3–2 | 3–2 | 4–0 | 0–1 | 0–1 | 1–0 | 1–0 | 7–0 | 2–1 |
| Litex              | 2–1 | 3–1 | 1–0 | 0–0 | 0–2 | 5–0 | 1–0 | —   | 6–2 | 2–0 | 2–1 | 2–2 | 0–0 | 1–0 | 6–0 | 3–0 |
| Lokomotiv Plovdiv  | 4–2 | 2–1 | 1–0 | 2–0 | 0–3 | 2–0 | 3–2 | 2–1 | —   | 2–1 | 1–0 | 1–1 | 1–0 | 2–1 | 2–0 | 3–2 |
| Lokomotiv Sofia    | 3–0 | 0–1 | 0–0 | 0–4 | 1–2 | 3–2 | 1–1 | 1–2 | 2–0 | —   | 0–1 | 1–1 | 1–1 | 0–3 | 4–1 | 0–1 |
| Ludogorets Razgrad | 3–0 | 3–0 | 0–2 | 3–1 | 1–0 | 2–0 | 2–1 | 1–1 | 0–0 | 4–0 | —   | 4–1 | 3–0 | 6–0 | 5–0 | 4–0 |
| Minyor Pernik      | 1–1 | 1–3 | 0–1 | 1–1 | 2–0 | 1–1 | 0–1 | 2–2 | 0–0 | 1–2 | 0–7 | —   | 3–1 | 1–1 | 3–0 | 1–0 |
| Montana            | 0–0 | 2–0 | 1–3 | 2–4 | 0–5 | 2–1 | 0–3 | 1–0 | 2–2 | 1–1 | 1–4 | 1–2 | —   | 1–2 | 0–0 | 1–0 |
| Slavia Sofia       | 0–0 | 3–2 | 1–1 | 1–1 | 0–1 | 3–0 | 0–3 | 0–2 | 3–0 | 2–1 | 3–2 | 2–1 | 1–1 | —   | 2–0 | 1–1 |
| Svetkavitsa        | 1–3 | 0–0 | 1–3 | 0–3 | 0–3 | 1–0 | 0–1 | 1–3 | 0–1 | 1–1 | 0–1 | 0–3 | 1–2 | 0–3 | —   | 0–0 |
| Vidima-Rakovski    | 0–1 | 0–1 | 0–0 | 0–1 | 0–1 | 1–0 | 1–6 | 1–1 | 0–3 | 2–2 | 0–5 | 0–3 | 1–2 | 1–2 | 1–0 | —   |

## Máximos Goleadores
| Pos. | Jugador           | Club               | Goles |
| ---- | ----------------- | ------------------ | ----- |
| 1    | Júnior Moraes     | CSKA Sofia         | 16    |
| 1    | Ivan Stoyanov     | Ludogorets Razgrad | 16    |
| 3    | Emil Gargorov     | Ludogorets Razgrad | 13    |
| 3    | Ianis Zicu        | CSKA Sofia         | 13    |
| 5    | Juninho           | Levski Sofia       | 12    |
| 6    | Svetoslav Todorov | Litex Lovech       | 11    |
| 6    | Ivan Tsvetkov     | Levski Sofia       | 11    |
| 6    | Gerasim Zakov     | Kaliakra Kavarna   | 11    |